# T.E.B. Clarke
T.E.B. Clarke, właśc. Thomas Ernest Bennett "Tibby" Clarke (ur. 7 czerwca 1907 w Watford, zm. 11 lutego 1989 w Surrey) – brytyjski pisarz i scenarzysta filmowy. Zdobywca Oscara za najlepszy scenariusz oryginalny do filmu Szajka z Lawendowego Wzgórza (1951) w reżyserii Charlesa Crichtona. Był również nominowany do tej nagrody za scenariusze do Paszportu do Pimlico (1949) Henry’ego Corneliusa oraz Synów i kochanków (1960) Jacka Cardiffa.